# The Way of the Fist
A The Way of the Fist az amerikai Five Finger Death Punch nevű metalegyüttes debütáló albuma. Az első héten 3.800 darabot adtak el belőle. 2007. augusztus 18-án került fel a Billboard 200-ra, a 199. helyre, ezen a héten 5.800 darabot adtak el belőle. Végül a 107. helyig jutott. 2010. április 1-jén aranylemez lett, több mint 500.000 eladott példánnyal az USA-ban.

## Felvétel
A felvételek a Next Level Studios and Complex Studios stúdióban készültek, Los Angelesben, Kaliforniában. Stevo "Shotgun" Brunóval dolgoztak, aki a Mötley Crüe-vel is dolgozott, és Mike Sarkisyannal, valamint a Machine Head és Soulfly gitárosa, Logan Mader végezte a keverést.